# Arimidelphis
Arimidelphis — рід дельфінідів, які жили в Італії в епоху пліоцену, приблизно від 3.6 до 1.81 мільйонів років тому. Рід містить типовий вид Arimidelphis sorbinii, названий і описаний у 2005 році на основі неповного черепа з кістками правого вуха, нижньою щелепою, зубами та лівою передньою кінцівкою, все від однієї тварини. Цей зразок раніше помилково відносили до викопного виду Tursiops osennae. Арімідельфіс демонструє певну спорідненість із косаткою (Orcinus). Кладистичний філогенетичний аналіз вказує на належність Arimidelphis до Orcininae і, зокрема, до клади, яка також включає викопні види Hemisyntrachelus, Orcinus і Pseudorca. Сильний рострум і нижня щелепа вказують на трофічну адаптацію, подібну до такої у двох останніх родів.